# Wenceslaus van Olomouc
Wenceslaus Hendrik van Olomouc (circa 1107 - 1 maart 1130) was hertog van Olomouc, in die tijd een van de drie hertogdommen van Moravië. Hij stamde uit het huis Přemysliden.

## Levensloop
Hij was de zoon van Svatopluk van Bohemen, die van 1091 tot 1107 hertog van Olomouc en van 1107 tot 1109 hertog van Bohemen was. De identiteit van zijn moeder is niet bekend. Van 1126 tot 1130 was Wenceslaus zelf hertog van Olomouc.
Over het leven van Wenceslaus is zeer weinig bekend. Hij was gehuwd, maar de identiteit van zijn vrouw is onbekend. Wat wel geweten is is dat hij als hertog van Olomouc de koning van Hongarije steunde in zijn strijd tegen het Byzantijnse Rijk. In 1130 overleed hij, zonder nakomelingen na te laten.